# Brian van Loo
Brian van Loo (født 2. april 1975 i Almere) er en hollandsk målmand som i 2006/2007 sæsonen spiller for FC Groningen.
Brian van Loo debuterede i 1999 for Heracles Almelo i professionel fodbold. Før det spillede han for amatørholdene, PH Almelo og Stevo. Hos Heracles Almelo spillede han 6 år som førstevalg på målmandsposten og blev i år 2005 mester i Hollands førstedivision, så det betød oprykning til Eredivisie. I Eredivisie spillede han kun 3 gange, på grund af at han var 2. målmand bag tyskeren Martin Pieckenhagen. I 2006 skiftede han til FC Groningen, hvor han er 2. målmand bag erfarne Bas Roorda.